# 俄瑞战争 (1554年-1557年)
瑞典和俄羅斯發生過多次战争之一，其中一次发生于1554和1557年间，是瓦萨王朝时期的第一场瑞俄战争。

## 背景与过程
伊凡四世统治下的沙皇俄国实力处于上升期，热衷于扩张。瑞典国王古斯塔夫·瓦萨对其东邻俄国抱有警惕感，认为俄国要在欧洲建立类似于土耳其“在亚非的暴政”。瑞典在组建一个包括立陶宛大公国、利沃尼亚和丹麦在内的反俄罗斯联盟失败后决定独自行动。1554—1557年的战争由瑞典东部（芬兰）与俄国的领土争端而起。
此战多表现为小规模冲突。战争中，瑞典围攻俄国的诺特堡失败，俄罗斯人攻击瑞属芬兰的维堡（今属俄罗斯）亦告失败。结果此战双方都未取得明显的成果。

## 停战与影响
在不分胜负的情况下，瑞俄两国签订了1557年的《诺夫哥罗德条约》，保持战前状态。
伊凡在与瑞典媾和后，可以腾出精力参与立窝尼亚战争；而立窝尼亚战争的爆发又导致了瑞典的卷入。所以，1554—1557年的战争可以说是立窝尼亚战争的前奏。

## 相關參見
- 1590年至1595年的瑞俄战争